# 4-Nitrotoluen
4-Nitrotoluen ili para-nitrotoluen je organsko jedinjenje sa formulom CH3C6H4NO2. Ono je čvrsta materija žute boje. Ovo jedinjenje se prvenstveno koristi u pripremi boja.

## Sinteza i reakcije
Zajedno sa drugim izomerima, 4-nitrotoluen se priprema nitracijom toluena. On podleže očekivanim reakcijama, npr. hidrogenacija daje p-toluidin.

## Primene
Glavni vid primene obuhvata njihovu sulfonaciju čime se formira 4-nitrotoluen-2-sulfonska kiselina (SO3H grupa pored metil grupe). Taj materijal se proizvodi u velikim količinama pošto se može transformisati u derivate stilbena koji se koriste kao boje. Predstavnici te grupe jedinjenja su 4,4'-dinitrozo- i 4,4'-dinitro-2,2'-stilbendisulfonska kiselina.

## Bezbednost
Postoji izvesna evidencija za postojanje toksičnosti i karcinogenosti kod miševa.

## Spoljašnje veze
- CDC - NIOSH Pocket Guide to Chemical Hazards -  p-Nitrotoluene